# 小島麗逸
小島 麗逸（こじま れいいつ、1934年1月23日 -2024年12月7日　）は、日本の経済学者・中国研究者。中国の経済建設・日本植民史・アジア経済を研究。大東文化大学名誉教授。アジア経済研究所調査研究部次長を経て、学校法人大東文化学園理事・北京大学光華管理学院客員教授・現代中国学会理事などを務めた。

## 人物・経歴
長野県下伊那郡下久堅村（現飯田市）出身。長野県飯田高松高等学校（現長野県飯田高等学校）を経て、1960年一橋大学経済学部卒。種瀬茂ゼミ出身。同年アジア経済研究所入所。山梨県大月市で農耕や、牧畜、植林に従事しながらアジア経済研究所に通い、石川滋一橋大教授の指導の下で研究に従事。1978年からアジア経済研究所主任研究員。アジア経済研究所調査研究部次長をへて、1986年大東文化大学国際関係学部教授、1997年から国際関係学部長、2002年から大学院アジア地域研究所委員長。学校法人大東文化学園理事を経て、2004年定年、名誉教授。以後、山梨県大月市猿橋町で農業に従事。
この間1985年から早稲田大学政治経済学部講師、1988年から2002年までゼミナール主宰、2004年早稲田大学定年退職。1989年から北京大学経済学部客員教授。また北京大学光華管理学院客員教授、北京外国語大学客員教授、日本現代中国学会理事、公益財団法人日中友好会館日中友好岸開子賞選考委員、公益財団法人損保ジャパン環境財団理事なども務めた。

## 著書
- 『中国の経済と技術』勁草書房 1975
- 『新山村事情』日本評論社 日評選書 1979
- 『巷談日本経済入門』朝日選書 1991
- 『現代中国の経済』岩波新書 1997

### 共編著
- 藤原鎌兄『革命揺籃期の北京 辛亥革命から山東出兵まで』編 社会思想社 1974
- 『中国農法の展開』熊代幸雄共編 アジア経済研究所 アジア経済調査研究双書 1977
- 『中国関係新聞雑誌解題 戦前の中国時論誌研究』編 アジア経済研究所 1978
- 『中国の都市化と農村建設』編 龍渓書舎 1978
- 『日本帝国主義と東アジア』編 アジア経済研究所 1979
- 『第三世界の食糧問題 公開講座』長谷山崇彦共編 アジア経済研究所 アジアを見る眼 1983
- 『「はかり」と「くらし」 第三世界の度量衡』大岩川嫩共編 アジア経済研究所 アジアを見る眼 1986
- 『「こよみ」と「くらし」 第三世界の労働リズム』大岩川嫩共編 アジア経済研究所 アジアを見る眼 1987
- 『第三世界の農業政策 保護と財政』編 アジア経済研究所 アジアを見る眼 1988
- 『中国の経済改革』編著 勁草書房 1988
- 『中国経済統計・経済法解説』編 アジア経済研究所 1989
- 『香港の工業化-アジアの結節点』編 アジア経済研究所 アジア工業化シリーズ 1989
- 『開発と環境 東アジアの経験』藤崎成昭共編 アジア経済研究所 開発と環境シリーズ 1993
- 『アジア厠考』大野盛雄共編著 勁草書房 1994
- 『アジア墳墓考』編著 勁草書房 1994
- 『開発と環境 アジア「新成長圏」の課題』藤崎成昭共編 アジア経済研究所 開発と環境シリーズ 1994
- 『発展途上国の都市化と貧困層』幡谷則子共編 アジア経済研究所 1995
- 『発展途上国の都市政策と社会資本建設』幡谷則子共編 アジア経済研究所 1996
- 『現代中国の構造変動 6　環境 成長への制約となるか』編 東京大学出版会 2000
- 『中国教育の発展と矛盾』鄭新培共編著 御茶の水書房 2001
- 『巨大化する中国経済と世界』堀井伸浩共編 アジア経済研究所 アジ研選書 2007
- 『中国の再興と抱える課題』ナズール・イスラム共編 勁草書房 ICSEAD研究叢書 2009

### 翻訳
- 『原典中国現代史 第3巻 経済』石原享一共編 岩波書店 1994
- 中国国務院発展研究センター,中国社会科学院編『中国経済 社会主義市場経済のすべてがわかる』叢小榕共訳 総合法令 1994
- 『斉民要術 現存する最古の料理書』田中静一,太田泰弘共編訳 雄山閣出版 1997

### 記念論文集
- 『途上国の経済発展と社会変動 小島麗逸教授還暦記念』石原享一ほか編 緑蔭書房 1997